# Ezio Corlaita
Ezio Corlaita, né le 25 octobre 1889 à Bologne et mort le 20 septembre 1967 dans la même ville, est un coureur cycliste italien. 

## Biographie
Professionnel de 1909 à 1922, il a notamment remporté Milan-San Remo en 1915 et trois étapes du Tour d'Italie.

## Palmarès
- 1910
  - 4e du Tour d'Italie
- 1911
  - 9e et 12e étapes du Tour d'Italie
  - 5e du Tour d'Italie
- 1912
  - 4e de Milan-San Remo
- 1913
  - Milan-Modène
  - 2e du Tour d'Émilie
  - 3e de Milan-San Remo
  - 3e du Tour de Romagne
  - 3e de Milan-Turin
- 1914
  - Tour d'Émilie
- 1915
  - Milan-San Remo
- 1919
  - 4e étape du Tour d'Italie
  - 2e du Tour d'Émilie
  - 7e du Tour d'Italie

## Résultats sur les grands tours

### Tour d'Italie
5 participations :
- 1909 : 19e
- 1910 : 4e
- 1911 : 5e, vainqueur des 9e et 12e étapes
- 1913 : abandon
- 1919 : 7e, vainqueur de la 4e étape

### Tour de France
1 participation :
- 1909 : abandon (7e étape)